# Józef Tomicki
Józef Maria Tomicki (ur. 22 stycznia 1863 w Wielkopolsce albo w Rulikowie koło Kijowa, zm. 22 stycznia 1925 w Merano, Włochy) – polski elektrotechnik, działacz społeczny, dyrektor Miejskiego Zakładu Energetycznego we Lwowie. 

## Życiorys
Ukończył studia na wydziale elektrotechnicznym Politechniki Fridericiana w Karlsruhe, a następnie studiował filozofię na Uniwersytecie w Bonn. Po ukończeniu nauki rozpoczął pracę przy budowie linii kolejowej Wiedeń-Baden-Baden, a następnie przeniósł się do Budapesztu, gdzie był zatrudniony przy budowie metra. W 1894 firma Siemens & Halske skierowała Józefa Tomickiego do Lwowa, gdzie został kierownikiem budowy linii tramwajowej i elektrowni, która miała tę linię zasilać. Uczestniczył w pracach Towarzystwa Politechnicznego, był jego wiceprezesem oraz zainicjował powstanie sekcji elektrotechnicznej (1908). Po uruchomieniu lwowskich tramwajów został wybrany przez radę miejską na dyrektora tramwajów elektrycznych i wydziału energetyki. Na początku XX wieku zainicjował budowę nowej elektrowni na Persenkówce, realizację rozpoczęto w 1908, a ukończono w 1910. Podczas obrony Lwowa osobiście nadzorował zabezpieczenie zakładu i urządzeń, a następnie nadzorował jej odbudowę i uruchomienie, w uznaniu zasług odznaczono go Krzyżem Walecznych. Na I Zjeździe Elektrowni Polskich w Krakowie został wybrany na przewodniczącego Związku Elektrowni Polskich, Związku Przedsiębiorstw Tramwajowych i Kolei Dojazdowych. Uczestniczył w pracach wielu organizacji elektrotechnicznych, był członkiem Państwowej Rady Elektrycznej, Polskiego Towarzystwa Elektrycznego, Państwowej Rady Kolejowej oraz jej Rady Nadzorczej. Należał do Stowarzyszenia Dozoru Kotłów w Warszawie, wchodził w skład Głównego Zarządu Stowarzyszeń Elektrowni Polskich oraz był prezesem Koła Stowarzyszenia Elektrotechników Polskich we Lwowie i wiceprezesem Międzynarodowego Związku Tramwajowego. Należał do władz wielu spółek m.in. Siła i Światło, Siersza-Wodna, Polskie Zakłady Elektryczne Brown Boveri, Polskie Towarzystwo Akumulatorowe. Jego stan zdrowia znacznie pogorszył się po śmierci jedynego syna Stanisława. Zmarł na atak serca w sanatorium w Merano. Spoczywa w grobowcu rodzinnym na cmentarzu Rakowickim w Krakowie. 
Jego żoną była pisarka Jadwiga Petrażycka-Tomicka (1863-1931).